# ジャパンパシフィックエアラインズ
ジャパンパシフィックエアラインズ（英語名：Japan Pacific Airlines）は、かつて存在した日本の航空会社。略称はJPA。日本における航空規制緩和の流れの中で誕生したが、就航に至らなかった。

## 概要
1997年5月1日、ビジネスコンサルタントの東八寿久を中心に設立された。株主はシダックス等で、1997年10月時点での資本金は1億円であった。
社長に就任した東は元々ニューヨークで日本の食材の輸入を手掛けていたが、1994年に日本へ帰国した。帰国と同時期にグアムの航空会社より日本からのチャーター便増便の打診を受け、当初は既存の日系航空会社をグアム側に紹介することを検討していたが、日本で航空事業新規参入の規制が緩和されたことを受けて新会社設立に踏み切った。
当初の5か年計画によれば、1999年から2001年にかけて毎年1機ずつ機数を増やす予定であり、旅客機4機に加えて貨物機の導入も計画していた。
運行開始初年度は利用客数70万人、売上42億円を見込んでいた。4機体制となる2001年には280億円の売り上げを想定していた。
機内サービスではカジノ、カラオケ、お笑い芸人や歌手によるディナーショー、ゲーム などが予定されていた。
また、機体や機内を広告媒体とする計画であり、実現すれば日本エアシステムに次いで日本国内で2例目となるはずであった。1997年7月に公開された機体マーキング図案では、自社ロゴは機体後部のみに描かれ、機体前方はホワイトベースのまま残されており、この場所およびエンジンナセルを広告スペースとして活用する予定だった。機内でもCM上映や新商品の販売などを実施し、広告収入による売り上げも年間約3億円を見込んでいた。
1997年11月26日に、日本航空との間で、運航、整備、空港業務に関する業務委託の覚書を締結した。

## 就航計画
設立当初は、国際チャーター便専門航空会社として、グアムと海南島をベースとし、日本全国の空港からグアム、海南島、セブ島、香港などへ就航する予定であった。1999年の2号機導入とともにプーケット、ペナン、バリ、シンガポール、マカオに拡大、2001年の4号機導入とともにジャカルタ、バンコクへ就航する計画であった。
1997年12月時点で、翌1998年10月より香港、マカオ、シンガポールへ、1999年7月よりグアム、サイパンへ国際チャーター便として就航する形に計画を改めた。同時に、1998年7月より東京国際空港‐福岡空港間の国内線に定期就航する計画も発表した。
東京‐福岡線の航空運賃は2万円以下とし、就航に際してパイロットはニュージーランドからの派遣により調達する計画であった。客室乗務員は36名の採用を予定していた。
ただし、この時点で運輸省は羽田空港C滑走路完成に伴う発着枠の拡大を「1社あたり最大3便、合計6便」と既に決定しており、事業免許申請を予定しているスカイマークエアラインズ、北海道国際航空とジャパンパシフィックエアラインズの3社のうち、最初の参入は2社に絞られる見通しであった。

## 使用予定機材
- ボーイング767-300ER - 4機導入予定だった

## 航空規制緩和を受けて同時期に設立された航空会社
- スカイマークエアラインズ – 1996年11月設立。現・スカイマーク。
- 北海道国際航空 - 1996年11月設立。現・AIRDO。
- パンアジア航空 - 1997年7月設立。現・ソラシドエア。
- サザンクロス - 1997年8月設立。「レキオス航空」に社名を変更したが、就航に至らず。
- 横浜国際航空 – 1997年8月設立。就航に至らず。